# Epicephala ancistropis
Epicephala ancistropis är en fjärilsart som beskrevs av Edward Meyrick 1935. Epicephala ancistropis ingår i släktet Epicephala och familjen styltmalar. Inga underarter finns listade i Catalogue of Life.